# 交通部觀光署
交通部觀光署（簡稱觀光署）是中華民國觀光旅遊事務的最高主管機關，隸屬於交通部之下。除了負責規劃、執行並管理觀光旅遊事務之外，同時肩負起向國際推廣臺灣觀光的責任，亦是各國家級風景特定區的主管機關。

## 沿革

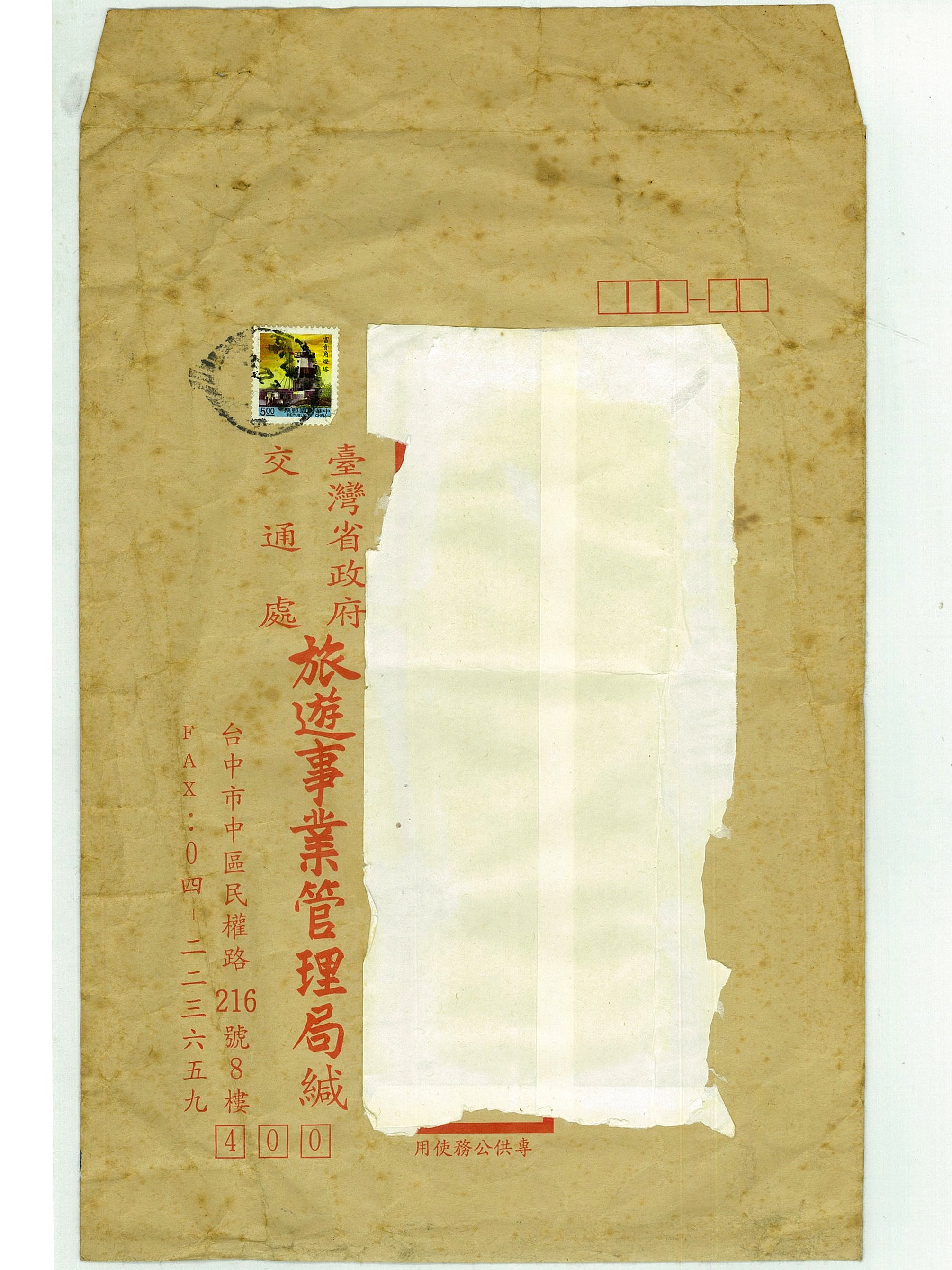
臺灣省政府交通處旅遊事業管理局公文封

- 1927年，國民政府交通部主管觀光業。1928年，國民政府鐵道部成立，主管觀光業。1938年，鐵道部裁撤，交通部再次主管觀光業。
- 1956年11月1日，臺灣省政府成立臺灣省觀光事業委員會，臺灣省政府各廳處副首長兼任委員，臺灣省政府交通處處長兼任主任委員。
- 1956年11月29日，臺灣省觀光事業委員會輔導民間成立台灣觀光協會，共同發展觀光業。
- 1957年1月22日，臺灣省政府令，《臺灣省觀光事業委員會組織規程》發布施行。第1條規定，臺灣省觀光事業委員會直屬臺灣省政府。
- 1959年12月2日，依據行政院美援運用委員會「中美聯合會報」第十一次會議之建議，交通部、財政部、臺灣省政府建設廳、行政院美援運用委員會、美國國際合作總署駐華安全分署（Mutual Security Mission to China）、臺灣省觀光事業委員會、臺灣觀光協會各派代表組成交通部觀光事業專案小組，交通部指派王國華為觀光事業專案小組召集人兼執行秘書[2]。
- 1960年9月24日，交通部觀光事業專案小組改組為交通部觀光事業小組，交通部政務次長費驊兼任主任委員。
- 1966年6月4日，臺灣省政府令，《臺灣省觀光事業管理局組織規程》發布施行，《臺灣省觀光事業委員會組織規程》廢止；臺灣省觀光事業委員會改組為臺灣省觀光事業管理局，隸屬臺灣省政府交通處，首任局長蔣廉儒曾任蔣經國文膽。
- 1966年10月，交通部觀光事業小組改組為交通部觀光事業委員會。
- 1969年，臺灣省政府成立「臺灣省觀光事業督導會報」。
- 1971年6月24日，交通部觀光事業委員會與臺灣省觀光事業管理局合併成立「交通部觀光事業局」，為往後交通部觀光局之肇始。6月30日，臺灣省觀光事業管理局撤銷，臺灣省政府交通處設置「觀光組」。
- 1972年12月29日，總統令公布《交通部觀光局組織條例》，第1條規定「交通部為發展全國觀光事業，設觀光局」。1973年3月1日，交通部觀光事業局更名為「交通部觀光局」。
- 1985年3月，臺灣省政府交通處觀光組擴編成立「臺灣省政府交通處旅遊事業管理局」。
- 1998年，大韓民國外務部曾經向臺灣省菸酒公賣局租地興建的臺北市信義區忠孝東路四段345號韓國駐中華民國大使館（朝鲜语：주중화민국 대한민국 대사관）（1992年8月24日斷交撤館），整修為「交通部觀光局旅遊服務中心」。
- 1999年7月，因應臺灣省虛級化政策，臺灣省政府交通處旅遊事業管理局（當時位於臺中縣霧峰鄉）併入交通部觀光局，改組為「交通部觀光局霧峰辦公室」。
- 2001年6月20日，總統令公布修正《交通部觀光局組織條例》；8月1日，修正條文施行。依本次修正條文，霧峰辦公室改組為「國民旅遊組」與第二辦公室。
- 2005年，韓國駐中華民國大使館舊廈因臺北大巨蛋興建工程而拆除，交通部觀光局旅遊服務中心搬遷至交通部運輸研究大樓。
- 2013年12月，交通部觀光局發表臺灣觀光吉祥物「喔熊」，為一隻台灣黑熊。
- 2023年5月16日，立法院三讀通過《交通部觀光署組織法草案》[3]。6月7日，總統令公布《交通部觀光署組織法》[4][5]。9月15日，正式升格為「交通部觀光署」，[6]國民旅遊組改為旅遊推廣組、業務組改為旅行業組、技術組改為景區發展組。

## 標誌變遷
交通部觀光局局徽→交通部觀光署署徽

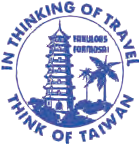
交通部觀光事業局局徽及第一代交通部觀光局局徽：以「思及旅遊，想到台灣」為設計主題。（1971年～1980年）
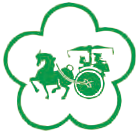
第二代交通部觀光局局徽：以「孔子周遊列國之雄心」為設計主題。（1980年～2005年12月）
第三代交通部觀光局局徽：以「臺灣，觸動您的心」為設計主題。（2006年1月～2018年5月）
第四代交通部觀光局局徽→交通部觀光署署徽：以「天下著眼，看好臺灣」為設計主題。（2018年6月～至今）

台灣觀光品牌

第一代台灣觀光品牌標誌，徐永進原作、蕭文平設計（2001年6月～2011年2月）
第二代台灣觀光品牌標誌（2011年2月～2024年5月）
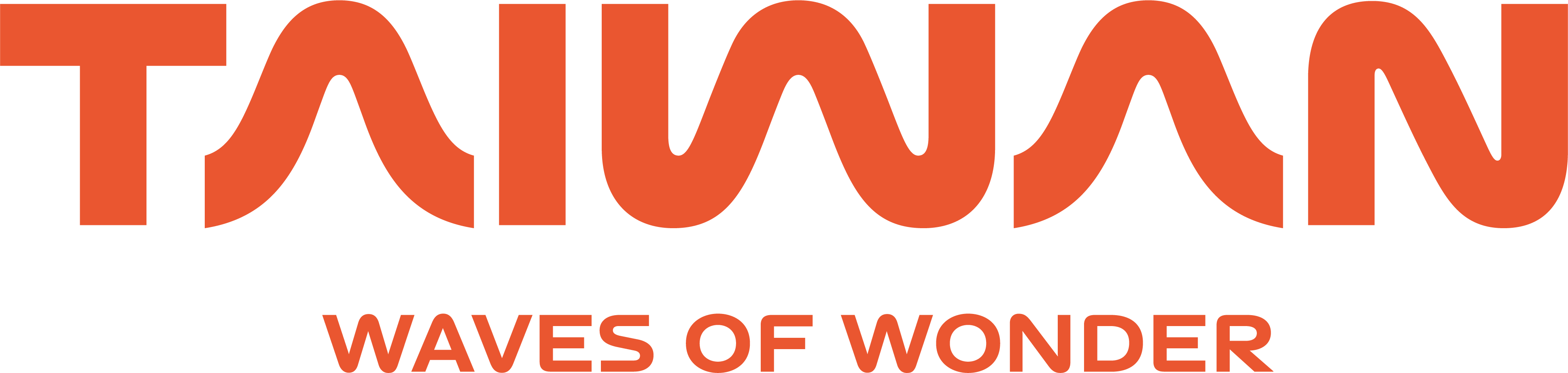
第三代台灣觀光品牌標誌（2024年5月～至今）

## 宣傳歌曲
- 2009年《Touch Your Heart》（觀光署形象大使宣傳歌曲）

- 2011年《The Heart Of Asia》（觀光局韓國國際旅展飛輪海最新作品台灣風景）

- 2012臺灣觀光宣傳影片-Time for Taiwan-The Heart of Asia(感動心台灣-中文版)

- Time for Taiwan-The Heart of Asia (感動心台灣-English)

- Time for Taiwan-The Heart of Asia (感動心台灣-Japanese)

- Taiwan-The Heart Of Asia (Chinese)
- Taiwan-The Heart Of Asia (English)
- Taiwan-The Heart Of Asia (日本語)

## 歷任首長
| 任別              | 姓名              | 就職時間          | 卸任時間          |                   |                   |                   |                   |                   |                   |                   |                   |
| 交通部觀光局 局長 | 交通部觀光局 局長 | 交通部觀光局 局長 | 交通部觀光局 局長 | 交通部觀光局 局長 | 交通部觀光局 局長 | 交通部觀光局 局長 | 交通部觀光局 局長 | 交通部觀光局 局長 | 交通部觀光局 局長 | 交通部觀光局 局長 | 交通部觀光局 局長 |
| ----------------- | ----------------- | ----------------- | ----------------- | ----------------- | ----------------- | ----------------- | ----------------- | ----------------- | ----------------- | ----------------- | ----------------- |
| 1                 | 曹嶽維            | 1971年6月24日     | 1975年8月31日     |                   |                   |                   |                   |                   |                   |                   |                   |
| 2                 | 朱國勳            | 1975年9月1日      | 1980年3月31日     |                   |                   |                   |                   |                   |                   |                   |                   |
| 3                 | 虞為              | 1980年4月1日      | 1988年3月1日      |                   |                   |                   |                   |                   |                   |                   |                   |
| 4                 | 毛治國            | 1989年1月1日      | 1991年9月1日      |                   |                   |                   |                   |                   |                   |                   |                   |
| 5                 | 張自強            | 1991年9月2日      | 1997年8月1日      |                   |                   |                   |                   |                   |                   |                   |                   |
| 6                 | 張學勞            | 1997年10月16日    | 2002年8月1日      |                   |                   |                   |                   |                   |                   |                   |                   |
| 7                 | 蘇成田            | 2002年9月16日     | 2005年4月24日     |                   |                   |                   |                   |                   |                   |                   |                   |
| 8                 | 許文聖            | 2005年4月25日     | 2006年11月4日     |                   |                   |                   |                   |                   |                   |                   |                   |
| 9                 | 賴瑟珍            | 2006年11月14日    | 2012年4月1日      |                   |                   |                   |                   |                   |                   |                   |                   |
| 10                | 謝謂君            | 2012年4月2日      | 2016年8月22日     |                   |                   |                   |                   |                   |                   |                   |                   |
| 11                | 周永暉            | 2016年9月19日     | 2020年4月14日     |                   |                   |                   |                   |                   |                   |                   |                   |
| 12                | 張錫聰            | 2020年4月16日     | 2023年7月16日     |                   |                   |                   |                   |                   |                   |                   |                   |
| 代                | 周廷彰            | 2023年7月17日     | 2023年9月14日     |                   |                   |                   |                   |                   |                   |                   |                   |
| 交通部觀光署 署長 |                   |                   |                   |                   |                   |                   |                   |                   |                   |                   |                   |
| 13                | 周永暉            | 2023年9月15日     | 2025年6月26日     |                   |                   |                   |                   |                   |                   |                   |                   |
| 14                | 陳玉秀            | 2025年6月27日     | 現任              |                   |                   |                   |                   |                   |                   |                   |                   |

## 組織
- 署長
  - 副署長（2名）
    - 主任秘書

### 業務幕僚單位
- 企劃組
- 國際組
- 旅行業組
- 旅宿組
- 景區發展組
- 旅遊推廣組
- 人事室
- 主計室
- 政風室
- 資訊室
- 秘書室
- 公關室（任務編組）

### 附屬機關
駐外辦事處
香港、北京、上海 、福州 、東京、大阪、首爾、釜山、胡志明市、曼谷、吉隆坡、新加坡、紐約、舊金山、洛杉磯、法蘭克福、倫敦
國家風景區管理處
- 東北角及宜蘭海岸國家風景區管理處
- 東部海岸國家風景區管理處
- 花東縱谷國家風景區管理處
- 澎湖國家風景區管理處
- 馬祖國家風景區管理處
- 北海岸及觀音山國家風景區管理處
- 參山國家風景區管理處
- 日月潭國家風景區管理處
- 阿里山國家風景區管理處
- 雲嘉南濱海國家風景區管理處
- 西拉雅國家風景區管理處
- 茂林國家風景區管理處
- 大鵬灣國家風景區管理處

旅客服務中心（任務編組）
- 觀光署旅遊服務中心（位於臺北市，另設有臺中服務處、金門水頭商港服務櫃台）
- 臺灣桃園國際機場旅客服務中心
- 高雄國際機場旅客服務中心（另設有臺南、高雄服務處）

## 全國觀光管理體系
行政單位
（中央政府）
- 交通部觀光署

（地方政府）
- 各縣市政府觀光旅遊局處（名稱不同）

公共觀光景點管理單位
- 交通部觀光署所轄國家風景區
- 內政部國家公園署所轄國家公園
- 農業部林業及自然保育署所轄自然保留區、自然保護區及國家森林遊樂區、國家步道系統及所屬國家農（林）場
- 教育部所管大學實驗林
- 經濟部所督導之水庫及國營事業附屬觀光遊憩地區
- 各縣市政府所轄風景特定區

### 引用
1. ↑  交通部組織法 （页面存档备份，存于）.全國法規資料庫
2. ↑  行政院美援運用委員會四十九年第三次委員會議紀錄，行政院美援運用委員會秘書處，1960-03-10
3. ↑  .   [2023-05-16]. （原始内容存档于2023-05-27）.
4. ↑  .   [2023-06-07]. （原始内容存档于2023-06-07）.
5. ↑  .   [2023-06-10]. （原始内容存档于2023-06-10）.
6. ↑  氣象署與觀光署升格兩樣情 僅觀光署增編額與預算 （页面存档备份，存于） 公視新聞
7. ↑  組織與職掌 （页面存档备份，存于）.交通部觀光局.2020-03-02

## 外部連結
- 交通部觀光署 （页面存档备份，存于）（繁體中文）（英文）
- 交通部觀光署觀光資訊網（页面存档备份，存于）（繁體中文）（英文）（日語）（德文）（法文）（西班牙文）（印尼文）（泰文）（越南文）
- 喔熊 （页面存档备份，存于）（繁體中文）（英文）（日語）
- 臺灣觀光雙年曆 （页面存档备份，存于）（繁體中文）（英文）（日語）
- 台灣觀巴 （页面存档备份，存于）
- 臺灣旅宿網 （页面存档备份，存于）（繁體中文）（简体中文）（英文）（日語）
- 台灣觀光粉絲團的Facebook專頁
- 旅行臺灣 就是現在的Facebook專頁